# Constantia (Wein)

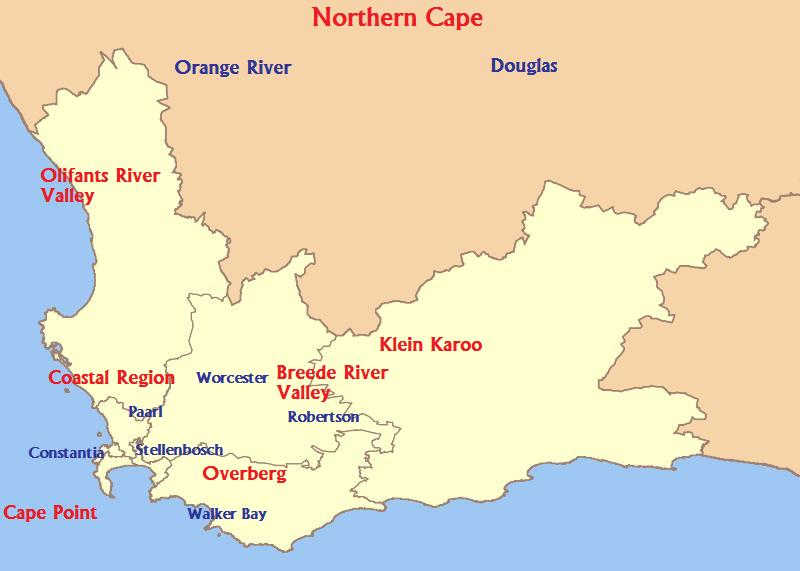
Weinbaugebiete in Südafrika. Das Constantia-Gebiet liegt im Südwesten

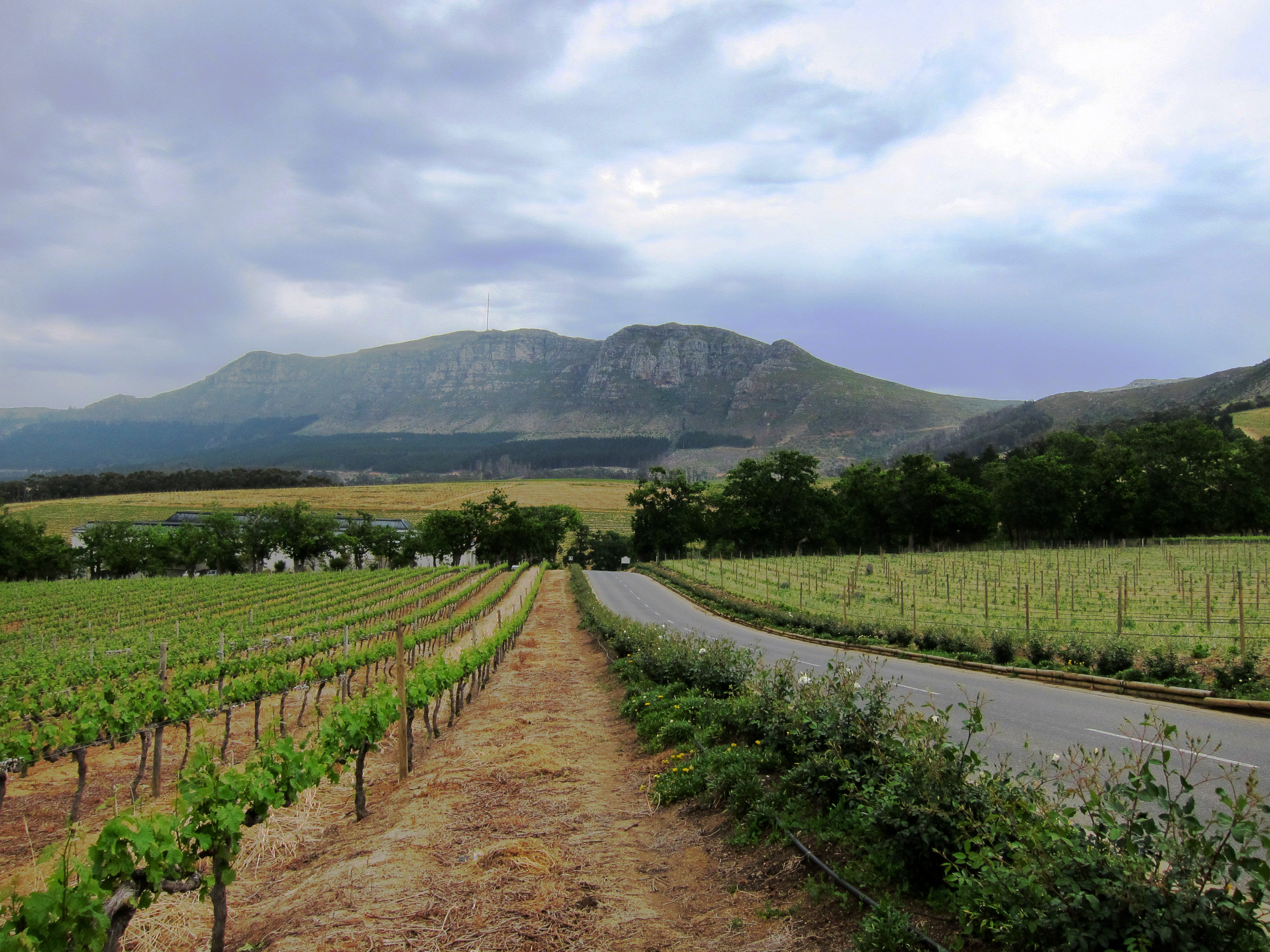
Reben von Groot Constantia, wo die Weine für den Grand Constance reifen. Im Hintergrund der Tafelberg

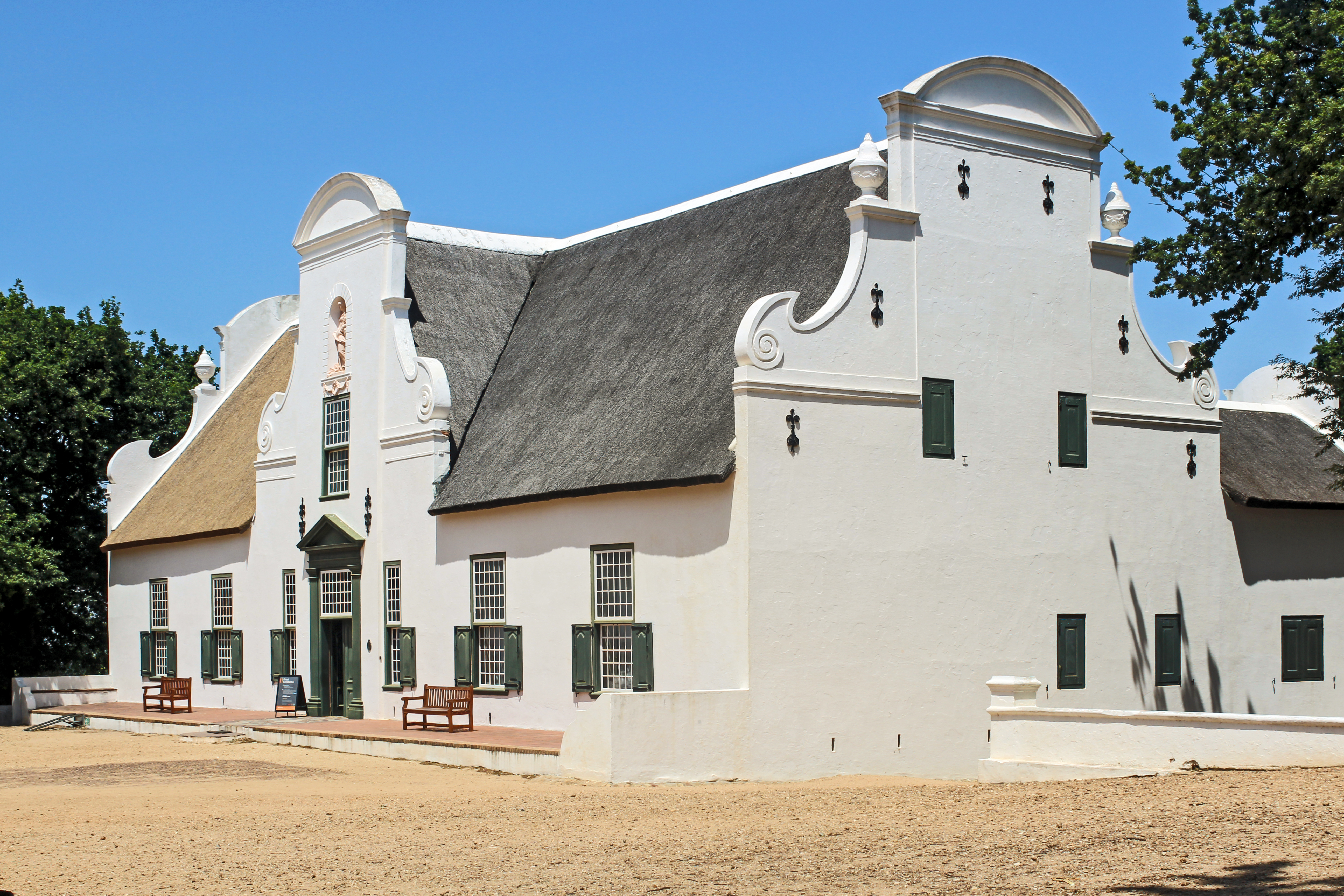
Das ursprüngliche Gutsgebäude von Groot Constantia

Constantia oder Vin de Constance ist ein süßer Dessertwein, der mit Unterbrechungen seit dem 18. Jahrhundert auf den Constantia-Weingütern in der Kapregion Südafrikas hergestellt wird. Er wurde immer als unverstärkter, nicht botrytisierter Wein aus spät gelesenen, teils bereits am Weinstock rosinierten Trauben aus verschiedenen weißen und roten Muskattrauben unter Beimengung geringer Mengen von Mosten von Chenin Blanc, Muscat d’Alexandrie sowie der in Südafrika Pontac genannte Färbertraube Teinturier du Cher ausgebaut. Der Wein aus Constantia zählte zu den bekanntesten Süßweinen des 18. und 19. Jahrhunderts. Er soll der Sterbetrunk Napoleons gewesen sein, der jährlich beträchtliche Mengen nach St. Helena importieren ließ. Nach einer fast hundertjährigen Produktionspause, bedingt durch die Reblauskatastrophe und den allgemeinen Nachfragerückgang nach Süßweinen, werden wieder zwei Constantia-Süßweine produziert: der Vin de Constance vom Gut Klein Constantia und der Grand Constance vom Gut Groot Constantia.

## Herkunft und Charakteristik
Das ursprünglich 750 ha umfassende Gut Constantia wurde im Jahr 1685 vom Gouverneur Simon van der Stel gegründet. Nach van der Stel's Tod im Jahr 1712 zerfiel der Constantia-Besitz in drei Teile: Groot Constantia; Klein Constantia sowie Bergvliet, wovon das letztere heute nicht mehr als Weingut besteht. Hendrik Cloete erwarb Groot Constantia im Jahr 1778, erweiterte die Rebanpflanzungen erheblich und führte das Gut vor allem durch die Produktion von Süßweinen zu einer neuen Blütezeit.
Die Weingüter liegen etwa 20 Kilometer südlich des Stadtzentrums Kapstadts, an der Wurzel der Kap-Halbinsel. Die Weinberge erstrecken sich an den steilen Osthängen des Constantia-Berges, einer Verlängerung des Tafelberges. Das Weinbaugebiet zählt zur Costal Region. Beide Weingüter haben ein großes Portfolio an Rot- und Weißweinen, Groot Constantia erzeugt auch einen dem Portwein nachempfundenen verstärkten Wein. Die Rebfläche, die Klein Constantia zur Gewinnung des Lesegutes für den Vin de Constance verwendet, beträgt 7,5 Hektar, für den Grand Constance liegen keine Angaben vor.
1986 begann Klein Constantia mit der Produktion des Vin de Constance. Es ist ein unverstärkter Weißwein, der aus am Weinstock getrockneten, zum Teil bereits rosinierten, erst Ende März gelesenen Trauben des Gelben Muskatellers gewonnen wird. Botrytis spielt bei den hartschaligen Muskatellertrauben keine Rolle. Nach der sehr späten Lese maischt das sorgfältig entrappte Lesegut in offenen Maischebottichen bis zu fünf Tage bevor es gepresst wird. Die Alkoholische Gärung und erste Entwicklung des Weines erfolgt in Stahltanks, bevor er auf 500 Liter-Eichenfässer gezogen wird, um sich zumindest noch weitere zwei Jahre zu entwickeln, bis die Flaschenabfüllung erfolgt. Der Vin des Constance ist hell bernsteinfarben. Sein Alkoholgehalt schwankt je nach Jahrgang zwischen 13 und 14 Volumenprozent, bei etwa 150–170 Gramm/Liter Restzucker und 6–8 Gramm/Liter Säure.
Nach einigen, nicht befriedigenden Versuchen kam 2003 auch das Weingut Groot Constantia mit einem Süßwein auf dem Markt, den es, da Klein Constantia die Rechte an dem ursprünglichen Namen hatte, Grand Constance nannte. Die Herstellung entspricht weitgehend dem des Vin de Constance, doch verwendet Groot Constantia auch Trauben eines rötlichen Mutanten des Gelben Muskatellers, sodass das Produkt etwas dunkler bernsteinfarben mit einem leicht rötlichen Hauch ist. Auch in Bezug auf Alkoholgehalt, Restzucker und Säure sind sich die beiden Weine sehr ähnlich. Der Grand Constantia wird neuerdings in Flaschen abgefüllt, die dem Aussehen der Originalflaschen nachempfunden sind oder ihm sogar entsprechen, nachdem 2004 Scherben einer Constantia-Flasche in einem Schiffswrack im Mündungsgebiet des Delaware gefunden wurden.
Beide Constantia-Süßweine sind Weine von außerordentlicher Qualität; sie zählen weltweit zu den besten ihrer Art. Die Weine sind exzellent lagerfähig, doch ist die Haltbarkeit eines jeden Jahrgangs unterschiedlich zu bewerten. Gute Jahrgänge der Süßweine aus beiden Kellereien sollten bei fachgerechter Lagerung ihre optimale Trinkreife zumindest für 15–20 Jahre erhalten. Bis in die 1980er Jahre wurden noch Constantia-Weine aus der Mitte des 18. Jahrhunderts auf Weinauktionen gehandelt. Als herausragender Jahrgang gilt 2007, der von Robert Parker The Wine Advocate mit 97/100 Punkten bewertet wurde.

## Sonstiges
Für den gehobenen Bedarf im Inland und für den Export produzierte Constantia von seinen Anfängen in der zweiten Hälfte des 17. Jahrhunderts bis gegen Ende des 19. Jahrhunderts vor allem Süßweine und verstärkte Weine im Stile eines Portweins oder eines Sherrys. Dies entsprach einerseits dem Zeitgeschmack einer sehr zahlungskräftigen Käuferschicht, andererseits ließen sich nur alkoholstarke und süße Weine lange ohne Qualitätsverlust lagern oder in weit entfernte Länder exportieren. 1860 trat der Cobden-Vertrag in Kraft, der die Vorzugskonditionen für den Export in das United Kingdom beseitigte und die Einfuhr vergleichbarer Produkte aus Frankreich stark verbilligte, 1866 erreichte die Reblaus Südafrika und der Konsumentengeschmack begann sich zunehmend von süßen Weinen abzuwenden, sodass beide Constantia-Güter mit starken wirtschaftlichen Problemen zu kämpfen hatten und schließlich die Produktion des Constantia gegen Ende des 19. Jahrhunderts völlig einstellten.
Der Constantia wurde an den Fürstenhöfen Europas und in den Salons des gehobenen Bürgertums getrunken und galt als Zeichen eines erlesenen Geschmacks. Entsprechend erscheint der Wein aus Constantia in der Literatur des 19. Jh. gelegentlich als Synonym für Exklusivität. Ludwig Tieck erwähnt in dem großen Weinexkurs in seiner vor 1821 verfassten Novelle Die Gemälde Kap-Weine mit enthusiastischen Worten, und in dem Gedicht Sed non satiata vergleicht Baudelaire die Verheißungen seiner Geliebten mit Constantia-Wein, Opium und einem Wein aus Nuits-Saint-Georges im Weinbaugebiet Burgund. Als bekanntester Genießer von Constantia-Wein gilt Napoleon. Während seines Exils wurden beträchtliche Mengen dieses Weines auf St. Helena eingeführt. Allerdings ist unbekannt, ob Napoleon schon vor seiner Exilierung diesen Wein schätzte, er könnte auch wegen der vergleichsweise leichten Verfügbarkeit auf St. Helena zu seinem Lieblingswein geworden sein.